# Качество видео
Качество видео (анг. Video quality) — это характеристика обработанного видео, как правило, по сравнению с оригиналом. С момента записи первой видео последовательности было разработано большое число систем обработки видео. Различные системы могут оказывать различное влияние на видео последовательность, таким образом измерение качества видео — это очень важная задача.

## От аналогового до цифрового видео
Во времена аналоговых видеосистем было возможно измерять качество систем обработки видео путём измерения частотного отклика системы на тестовый сигнал.
Сейчас, когда цифровое видео вытеснило аналоговое, возникла необходимость в изменении методов оценки качества. Производительность систем обработки цифрового видео может очень сильно меняться и зависит от динамических характеристик входного видеосигнала (таких, как движение). Поэтому качество цифрового видео должно измеряться на видео последовательностях, которые могут получать пользователи.

## Объективное качество видео
Объективные техники измерений — это математические модели, которые удачно моделируют результаты субъективной оценки качества, они основаны на критериях и метриках, что могут быть измерены объективно. Объективные методы классифицируются в соответствии с полезностью исходного видео сигнала, для которого обеспечивается высокое качество. Поэтому они классифицируются по трем категориям: полные референсные методы, сокращенные референсные методы и нереференсные методы.
Наиболее традиционным методом измерения качества системы обработки цифрового видео (таких как видеокодеки DivX, XviD)) является измерение Отношения сигнала к шуму и пикового отношения сигнала к шуму между исходным сигналом и сигналом на выходе системы. PSNR — это одна из метрик объективного качества видео. Она может быть автоматически вычислена компьютерной программой. Но хороший PSNR не всегда гарантирует хорошее качество, из-за того что зрительная система человека обладает нелинейным поведением. Не так давно было разработано несколько более сложных и точных метрик, например VQM и SSIM.
Все рассмотренные ранее объективные методы требуют повторения тестов, проводящихся с результатом кодирования, для определения параметров кодирования, которые удовлетворяют определенному уровню ожиданий пользователя, что делает их скорость очень маленькой, такие методы являются очень сложными и непрактичными для реализации в коммерческих приложениях.
Поэтому большинство исследований направлено на исследование новых методов объективной оценки качества, которые позволят предсказывать воспринимаемый уровень качества закодированного видео перед кодированием.

## Субъективное качество видео
Главной целью множества объективных метрик оценки качества является автоматическая оценка предполагаемого восприятия пользователями обработанного системой видео. Но лучшим способом определения мнения пользователей является их опрос. Однако иногда субъективное измерение качества видео является трудной задачей, так как требует опытных экспертов для его оценки. Большинство «измерений субъективного качества видео» описаны в рекомендациях ITU-T BT.500. В их основе лежит Mean Opinion Score используемая для аудио: видео последовательности показываются группе зрителей и потом их мнение усредняется для того, чтобы получить итоговую оценку качества каждой видеопоследовательности.